# فرار (فیلم ۲۰۲۱)
فرار (انگلیسی: Flee; دانمارکی: Flugt) فیلم مستقل مستند پویانمایی بزرگسالان محصول سال ۲۰۲۱ است. این فیلم یک تولید مشترک بین‌المللی با دانمارک، فرانسه، نروژ و سوئد است که داستان مردی به نام امین نوابی را روایت می‌کند، دوست دوران دبیرستان راسموسن، که برای اولین بار گذشتهٔ پنهان خود را از فرار از کشورش افغانستان به دانمارک به اشتراک می‌گذارد. ریز احمد و نیکلای کاستر والدو به عنوان تهیه‌کنندگان اجرایی فعالیت می‌کنند و صدای نسخه دوبله انگلیسی را نوابی و راسموسن بر عهده دارند. این فیلم نخستین بار در جشنواره فیلم ساندنس ۲۰۲۱ در ۲۸ ژانویه ۲۰۲۱ به نمایش درآمد، جایی که جایزه بزرگ هیئت داوران در بخش مستند سینمای جهان را به دست آورد. این فیلم در ۳ دسامبر ۲۰۲۱ توسط نئون و پارتیسپنت در سینماهای ایالات متحده اکران شد.
این فیلم تحسین گسترده‌ای از جشنواره‌های فیلم و منتقدان دریافت کرد و نقدهای مثبتی برای انیمیشن، داستان، محتوای موضوعی، مسائل مطرح‌شده و نمایندگی جامعه ال‌جی‌بی‌تی به دست آورد. این فیلم همچنین از تصاویر آرشیوی از وقایع افغانستان در زمان فرار امین استفاده کرده است. این فیلم یکی از بهترین آثار سال ۲۰۲۱ شناخته شد و جوایز زیادی به ویژه در بخش‌های انیمیشن و مستند به دست آورد. از جمله افتخارات آن می‌توان به جایزه بهترین فیلم در جشنواره بین‌المللی فیلم انیمیشن انسی و جایزه بهترین انیمیشن مستقل در چهل و نهمین جوایز انی اشاره کرد. این فیلم نخستین مستند انیمیشنی بود که موفق به کسب این جوایز شد.
این فیلم به عنوان نماینده دانمارک برای رقابت در بخش جایزه اسکار بهترین فیلم بین‌المللی انتخاب شد و در بین پنج نامزد نهایی قرار گرفت. همچنین، پس از والس با بشیر (۲۰۰۸)، دومین انیمیشن غیرانگلیسی‌زبانی بود که به این مرحله رسید. علاوه بر این، در دو بخش دیگر، یعنی بهترین فیلم مستند و بهترین فیلم پویانمایی نیز نامزد شد و به اولین فیلمی تبدیل شد که هم‌زمان در هر سه بخش نامزدی اسکار دریافت می‌کند.